# Kamionka Średnia
Kamionka Średnia – osada w Polsce położona w województwie podkarpackim, w powiecie niżańskim, w gminie Krzeszów.
Wierni Kościoła rzymskokatolickiego należą do parafii Narodzenia Najświętszej Maryi Panny w Krzeszowie.